# Pluricentrische taal
Een pluricentrische taal is een taal met twee of meer standaardvormen die zowel in de gesproken als de geschreven vorm naast elkaar worden gebruikt. Deze situatie komt vooral voor wanneer een taal de officiële taal van meer dan één natie is. Belangrijke voorbeelden van pluricentrische talen zijn het Engels, Portugees, Duits, Frans en Mandarijn.

## Pluricentrische talen

### Engels
Het Engels is het bekendste voorbeeld van een pluricentrische taal. Tussen het Brits-Engels, het Amerikaans-Engels, het Australisch-Engels en nog andere lokale varianten zoals het Indiaas-Engels en Zuid-Afrikaans-Engels - bestaan redelijk grote verschillen wat betreft de spelling, uitspraak en de precieze betekenis van bepaalde woorden. In iets mindere mate zijn er ook grammaticale verschillen. Daarbij is niet echt sprake van "asymmetrie", ofwel van één vorm die het meest dominant is, de zogeheten macrotaal. Met name het Brits- en Amerikaans-Engels worden als gelijkwaardig beschouwd, al heeft de tweede variant wel veruit de meeste sprekers; van alle mensen die Engels als moedertaal hebben spreekt 66% de Amerikaanse variant en 18% de Britse, maar ook alle andere varianten van het Engels worden door meer dan 5% van het totale aantal moedertaalsprekers van het Engels gesproken. In historisch opzicht heeft het Brits-Engels echter een grotere rol gespeeld dan het Amerikaans-Engels. Daarnaast is het Brits-Engels in feite de meest authentieke vorm, aangezien het Engels vanuit Groot-Brittannië naar andere werelddelen is gebracht.

### Portugees
Het Portugees is behalve de officiële taal van Portugal ook die van Brazilië. Met name op het gebied van de uitspraak en betekenis van voornaamwoorden zijn er aanzienlijke verschillen tussen deze twee varianten van dezelfde taal, die daardoor soms moeilijk onderling te verstaan zijn. Ook is het Portugees in Brazilië wat betreft de fonologie duidelijk conservatiever dan het Portugees in Portugal, terwijl op het gebied van grammatica deze laatste vorm van het Portugees juist weer conservatiever is. Sinds 2009 is er opnieuw een eenheidsspelling die echter nog steeds ruimte laat voor lokale variatie.

### Frans
Het in Parijs gesproken Frans geldt als een van de standaardvormen van deze taal, naast het Quebecs-Frans en het internationale Frans. Het Quebecs-Frans onderscheidt zich vooral doordat het minder leenwoorden van het Engels overneemt. Een wat minder bekende standaardvorm van het Frans wordt gesproken in Acadië.

### Duits
Ook het Duits wordt vaak als pluricentrische taal beschreven omdat de taal in meerdere souveraine landen wordt gebruikt. Duits is een officiële taal in deze landen, en het bestaat in verschillende standaardvariëteiten, die ook op school worden geleerd.
Het Standaardduits bestaat in verschillende nationale variëteiten:
- Bundesdeutsches Hochdeutsch - Duitstands-Duits, het Standaardduits van Duitsland;
- Österreichisches Deutsch - Oostenrijks-Duits, het Standaardduits van Oostenrijk;
- Schweizer Hochdeutsch - Zwitsers-Duits, het Standaardduits van Zwitserland (niet te verwarren met de Zwitserduitse dialecten)

Deze drie variëteiten zijn Vollzentren. Daarnaast zijn er vier Halbzentren die minder zelfstandig of verscheiden van andere varieteiten zijn of alleen regionaal worden gebruikt: Liechtenstein, Luxemburg, Oostkantons en Zuid-Tirool.
Het Duitslands-Duits is echter de dominante variëteit omdat in Duitsland meer dan 75 procent van de Duitstaligen leven. Daarom wordt het Duits als een asymmetrische pluricentrische taal beschreven.

### Mandarijn
Het Mandarijn in de Volksrepubliek China en Singapore wordt sinds het midden van de 20e eeuw geschreven in vereenvoudigde Chinese karakters. Daarnaast worden de traditionele Chinese karakters nog steeds standaard gehanteerd in Taiwan, Hongkong, Macau en door overzeese Chinezen.

### Andere voorbeelden
- Het Arabisch is een voorbeeld van een acrolect met verschillende basilecten die niet onderling verstaanbaar zijn (zie ook Wederzijdse verstaanbaarheid).
- Het Koreaans heeft verschillende standaardvarianten in Noord- en Zuid-Korea.
- Het Perzisch heeft drie verschillende standaardvormen in respectievelijk Iran, Afghanistan en Tadzjikistan.
- Het Zweeds heeft een standaardvorm in Zweden die bekendstaat als "rikssvenska" en daarnaast een standaardvorm in Finland die bekendstaat als "finlandssvenska". In beide landen is het een officiële taal.
- Het Noors valt uiteen in Bokmål en Nynorsk. Het betreft hier echter alleen de schrijftaal, niet de spreektaal. Strikt genomen is het Noors geen pluricentrische taal. Officieel heeft het Noors geen standaardtaal. Noren spreken, ook in de media, hun eigen dialect. Hierdoor zijn Noren eraan gewend sterk uiteenlopende dialecten van hun taal te horen.

## Niet-pluricentrische talen
- Hoewel het Nederlands buiten Nederland (met name in Vlaanderen, Suriname en de Nederlandse Antillen) iets anders wordt uitgesproken dan in Nederland zelf is er maar één vorm van Standaardnederlands waarvan de officiële spelling door de Nederlandse Taalunie is geregeld. Het Nederlands is daarom geen pluricentrische taal.
- Het Spaans is geen echt pluricentrische taal, omdat het maar één geschreven vorm heeft die wordt gehanteerd in alle landen waar het Spaans een officiële taal is. Niettemin kent het gesproken Spaans naast het acrolect verschillende basilecten en mesolecten in met name Latijns-Amerika, zoals het Mexicaans Spaans ten opzichte van het Spaans van de Chicano's. Een enkele keer is er bovendien verschil in de betekenis van basiswoorden. Zo betekent het voornaamwoord ustedes "u" (meervoud) in Spanje, maar in Zuid-Amerika kan het daarnaast ook "jullie" betekenen.